# Бассейная улица (Казань)
Бассейная улица (тат. Бассейн урамы) — небольшая улица в Вахитовском районе Казани. Названа по искусственному водоёму (бассейну), находившемуся недалеко от улицы.

## География
Пересекается со следующими  улицами:
- улица Пушкина
- Малая Красная улица[вд]

До конца 1970-х гг. пересекалась с улицами Касаткина и Театральной.
Ближайшие параллельные улицы: Адамюка и Большая Красная. Ближайшая станция метро — «Кремлёвская». Улица имеет по одной полосе движения в каждом направлении.

## История
Возникла не позднее 1-й половины XIX века. До революции 1917 года относилась к 1-й и 4-й полицейским частям.  Одна из немногих улиц Казани, не переименовывавшаяся в советское время. 
На 1939 год на улице имелось около 10 домовладений: №№ 1/2–7/11 по нечётной стороне и №№ 2–6/9 по чётной.
В конце 1970-х гг. отрезок улицы от ул. Пушкина до пересечения с улицами Касаткина и Театральной был снесён для расчистки площади перед зданием Татарского обкома КПСС.
Улица была застроена преимущественно одно- или двухэтажными каменными домами; в 1990-е — 2000-е гг. все они были снесены, а на их месте построены многоэтажные дома.
В первые годы советской власти административно относилась к 1-й и 4-й частям города; после введения в городе административных районов относилась к Бауманскому (до конца 1930-х), Бауманскому и Молотовскому (с 1957 года Советскому, 193?–1973, в 1961–1973 года по участку улицы проходила граница двух районов) и Вахитовскому (с 1973 года) районам.

## Примечательные объекты
- №2/72 — Верховный суд РТ.[17]

## Известные жители
- В апреле 1887–начале 1888 года в доме Степанова (Бассейная, 2/Пушкина, 38) проживал Алексей Пешков (Максим Горький).[18] Дом не сохранился.